# Timo Perthel
Timo Perthel (nascut l'11 de febrer de 1989 a Kaiserslautern) és un futbolista alemany que actualment juga pel FC Magdeburg.